# Province House (Isla del Príncipe Eduardo)
Province House es un edificio de gobierno situado en la ciudad de Charlottetown, la capital de la provincia de Isla del Príncipe Eduardo (Canadá). Alberga la Asamblea Legislativa de la Isla del Príncipe Eduardo, se reúne desde 1847. Está ubicado en la intersección de las calles Richmond y Great George en Charlottetown; es la segunda sede de gobierno más antigua de Canadá.

## Historia
La piedra angular se colocó en mayo de 1843 y comenzó a funcionar por primera vez en enero de 1847. Toda la estructura fue construida por un costo de 10 000 libras esterlinas y fue diseñada por Isaac Smith. Smith era un arquitecto autodidacta de Yorkshire, que también diseñó la residencia del vicegobernador de la isla del Príncipe Eduardo. Fue construido por artesanos de la isla durante una época de prosperidad para la colonia. Sus líneas arquitectónicas incluyen influencias griegas y romanas, comunes a los edificios públicos en América del Norte construidos durante esta época.
Del 1 al 7 de septiembre de 1864, Province House tuvo un papel importante en ayudar a la Isla del Príncipe Eduardo a albergar la Conferencia de Charlottetown que resultó en la Confederación Canadiense .
En 1973, Parques de Canadá se acercó al gobierno de la Isla del Príncipe Eduardo con una propuesta para la gestión conjunta y la restauración de la estructura en reconocimiento de su importante papel en la historia canadiense. En virtud del acuerdo subsiguiente, ambas partes acordaron un período de gestión conjunta de 99 años. Parques de Canadá pagó por una restauración de 3,5 millones de dólares de 1979 a 1983 que implicó parte del edificio que se restauró al período de 1864. La legislatura provincial ocupa un extremo del edificio, mientras que la Cámara de la Confederación restaurada muestra la sala donde se llevaron a cabo las reuniones de la Conferencia de Charlottetown.

Cámara de la Confederación dentro de la Province House, agosto de 2011

El 20 de abril de 1995, una poderosa bomba de tubo estalló debajo de una rampa de madera para sillas de ruedas en el lado norte de Province House, destruyendo el vidrio de las ventanas y causando daños estructurales menores. Varios transeúntes resultaron heridos y la explosión ocurrió solo cinco minutos después de que toda una clase de escolares en un recorrido por el edificio había pasado por el área. El bombardeo ocurrió solo un día después del bombardeo de Oklahoma City y se considera una acción de imitación. La responsabilidad fue reclamada por un grupo que se hacía llamar Loki 7 ; sin embargo, una investigación policial posterior y un caso judicial penal culpó a un solo individuo, Roger Charles Bell.
En 2015, Province House se cerró por reparaciones y trabajos de conservación. La legislatura se trasladó al adyacente Hon. Edificio George Coles, donde se espera que permanezca durante varios años.

## Sitio histórico nacional de la casa de la provincia
Province House fue designada Sitio Histórico Nacional de Canadá en 1973. Es uno de los tres únicos edificios legislativos provinciales, junto con la Province House en Halifax y el Edificio Legislativo de Saskatchewan en Regina, que han sido designados así. Province House también está designada en virtud de la Ley provincial de protección de lugares patrimoniales.
Los visitantes pueden recorrer las salas de la década de 1860, que incluyen exhibiciones sobre la Conferencia de Charlottetown, el edificio y la Asamblea Legislativa Provincial. Está disponible una presentación audiovisual sobre la Conferencia, titulada "Un gran sueño".

## Monumentos conmemorativos
Frente a la Legislatura en Grafton Street se encuentra el Charlottetown Veterans Memorial que consta de tres soldados. El monumento de bronce elaborado por el escultor George William Hill conmemora a los muertos de la Primera y de la Segunda Guerra Mundial, así como de la guerra de Corea.
Un monumento a los bóeres de la segunda guerra Bóer de Hamilton MacCarthy fue erigido para honrar a los miembros del Regimiento Real Canadiense del lado de la legislatura.
Una serie de placas que conmemoran a los Padres de la Confederación de la provincia se encuentran en el costado del edificio.